# Ганди, Харилал
Харилал Мохандас Ганди (англ. Harilal Mohandas Gandhi; ранее Абдулла Ганди англ. Abdullah Gandhi; 23 августа 1888 — 18 июня 1948) — старший сын Махатмы Ганди и Кастурбы Ганди. У него было три младших брата: Манилал Ганди, Рамдас Ганди и Девдас Ганди.

## Ранний период жизни
Харилал родился 23 августа 1888 года, как раз перед отъездом его отца в Англию для получения высшего образования. Харилал остался в Индии со своей матерью.
Харилал принимал участие в движении за независимость Индии и был заключен в тюрьму как сатьяграхи шесть раз в период с 1908 по 1911 год. Его готовность вынести эти приговоры принесла ему прозвище «Чхоте (Маленький) Ганди».
Он тоже хотел поехать в Англию для получения высшего образования, надеясь стать адвокатом, как когда-то был его отец. Однако тот решительно воспротивился этому, полагая, что образование в западном стиле не поможет в борьбе против британского правления в Индии, что привело к напряженности между отцом и сыном. В конце концов, восстав против решения своего отца, в 1911 году Харилал отказался от всех семейных связей.
В 1906 году он женился на Гулаб, с которой у него было пятеро детей: две дочери, Рани и Ману; и три сына, Кантилал, Расиклал и Шантилал. Расиклал и Шантилал умерли в раннем возрасте. У него было четверо внуков (Анушрия, Прабодх, Нилам Соланки и Навмалика) от Рани, двое (Шанти и Прадип) от Кантилала и один (Урми) от Ману. После смерти Гулаб во время пандемии испанского гриппа 1918 года Харилал отдалился от своих детей. Он подумывал жениться на сестре своей жены Куми Адаладжа, которая стала вдовой в детстве, однако это не осуществилось. Это привело к дальнейшему падению Харилала, и он постепенно начал скатываться и стал алкоголиком.
В 1925 году Харилал предоставил имя Махатмы Ганди калькуттской фирме All India Stores. Одним из инвесторов этой фирмы был мусульманин из Льялпура, который боялся, что это мошенничество. Он отправил официальное уведомление в Young India, редактором которой был Махатма Ганди. Ганди ответил, что «Харилал действительно был его сыном, но его и мои идеалы различны, и он живёт отдельно с 1915 года».
Харилал спорадически поддерживал связь со своим отцом на протяжении многих лет, иногда через хорошо знакомых людей, вплоть до 1947 года.
Харилал появился на похоронах своего отца в таком плохом состоянии, что его мало кто узнал.
Нилам Парикх, дочь Ранибен, старшей из детей Харилала, впоследствии написала его биографию под названием «Утраченная драгоценность Ганди: Харилал Ганди».

## Религиозные обращения
В мае 1936 года, в возрасте 48 лет, Харилал публично принял ислам и назвал себя Абдуллой Ганди. Позже он вновь обратился в индуизм.

## Письма Ганди
В июне 1935 года Махатма Ганди написал письмо Харилалу, обвинив его в «алкоголе и разврате». В письмах Махатма Ганди утверждал, что проблемы Харилала были для него более трудными, чем борьба за независимую Индию.
Три письма, написанные Махатмой Ганди Харилалу в 1935 году были выставлены на аукцион в 2014 году.

## Смерть
Харилал умер от туберкулёза через четыре месяца после смерти отца Махатмы Ганди, в ночь на 18 июня 1948 года, в возрасте 60 лет в муниципальной больнице (ныне туберкулёзная больница Севри) в Бомбее. Его свидетельство о смерти хранится в архивах муниципальной корпорации Бриханмумбаи в Ваколе. В свидетельстве о смерти Харилала указано, что он был госпитализирован после того, как был найден без сознания в Каматипуре. Харилал не сообщил персоналу, что он сын Ганди, и его семья узнала о его госпитализации только после его смерти.

## Ганди, мой отец
Сложные отношения между Харилалом и его отцом стали темой фильма и пьесы «Мой отец Ганди». Экранизация вышла 3 августа 2007 года под руководством Фероза Аббаса Хана и продюсера Анила Капура. Харилала играет Акшай Кханна. Пьеса Хана «Махатма против Ганди», хотя и отличается от этого фильма, имела схожую тему. Фильм получил положительные отзывы критиков, но провалился в прокате.
Существует также пьеса на маратхи под названием «Gandhi virudh Gandhi».

## Издания
- «Harilal Gandhi: What Life»[19] Чандулал Бхагубхай Далал
- «Gandhiji's Lost Jewel: Harilal Gandhi»[20] автора Нилам Парих, внучки Харилала Ганди
- Dinkar Joshi. Mahatma Vs Gandhi. — Jaico Publishing House, 1 January 2007. — ISBN 978-81-7992-700-7.
- Gandhi, Gopalkrishna. Review: A Son's Story: Harilal Gandhi: A Life // Economic and Political Weekly. — 28 April 2007. — Vol. 42. — P. 3. — JSTOR 4419514.